# Långtjärnen (Åsele socken, Lappland, 713026-154687)
Långtjärnen är en sjö i Åsele kommun i Lappland och ingår i Ångermanälvens huvudavrinningsområde.